# 大花龙芽草
大花龙芽草（学名：Agrimonia eupatoria sp. asiatica）为蔷薇科龙芽草属下的一个亚种。
大花龙芽草分布稀少，生山脚下及水边，海拔500-1300米。

## 扩展阅读
- 維基物種上的相關：大花龙芽草